# Alejandro Raimondi
Alejandro Antonio Raimondi (Buenos Aires, 1878 - Ídem, 1945) fue un médico argentino responsable del desarrollo de la lucha contra la tuberculosis en la Ciudad de Buenos Aires. Para poder hacerlo con efectividad, transformó al Hospital Tornú, ubicado en el barrio de Agronomía, en una escuela formadora de profesionales para luchar contra la enfermedad.
Se graduó en la Facultad de Ciencias Médicas en 1905 y se especializó en Tisiología. Fue designado director del Hospital Tornú en 1911, cargo que mantuvo durante 34 años, hasta la fecha de su muerte. Al hacerse cargo de la dirección del hospital, Raimondi se dedicó a intentar capacitar no solo a profesionales, sino a toda la población. Entre 1914 y 1922 dictó cursos sobre semiología del aparato respiratorio y sobre el tratamiento de la tuberculosis. Además, utilizó los medios masivos de comunicación para difundir los síntomas de la enfermedad y las formas de prevenirla.
En 1922 fue elegido consejero de la Facultad de Medicina de la Universidad de Buenos Aires, en donde, entre otras cosas, propuso crear la cátedra de tisiología. Sin embargo, la idea no prosperó ya que las universidades del mundo, excepto la Universidad de Edimburgo, todavía no aceptaban semejante independencia. Finalmente, en 1939 sería nombrado profesor adjunto de la cátedra Patología y Clínica de la Tuberculosis. A partir de 1924 se dedicó a la formación de las Visitadoras de Higiene Social, a quienes Raimondi consideraba clave en la lucha contra la enfermedad. Continuó en esa tarea hasta el año de su muerte, 1945.

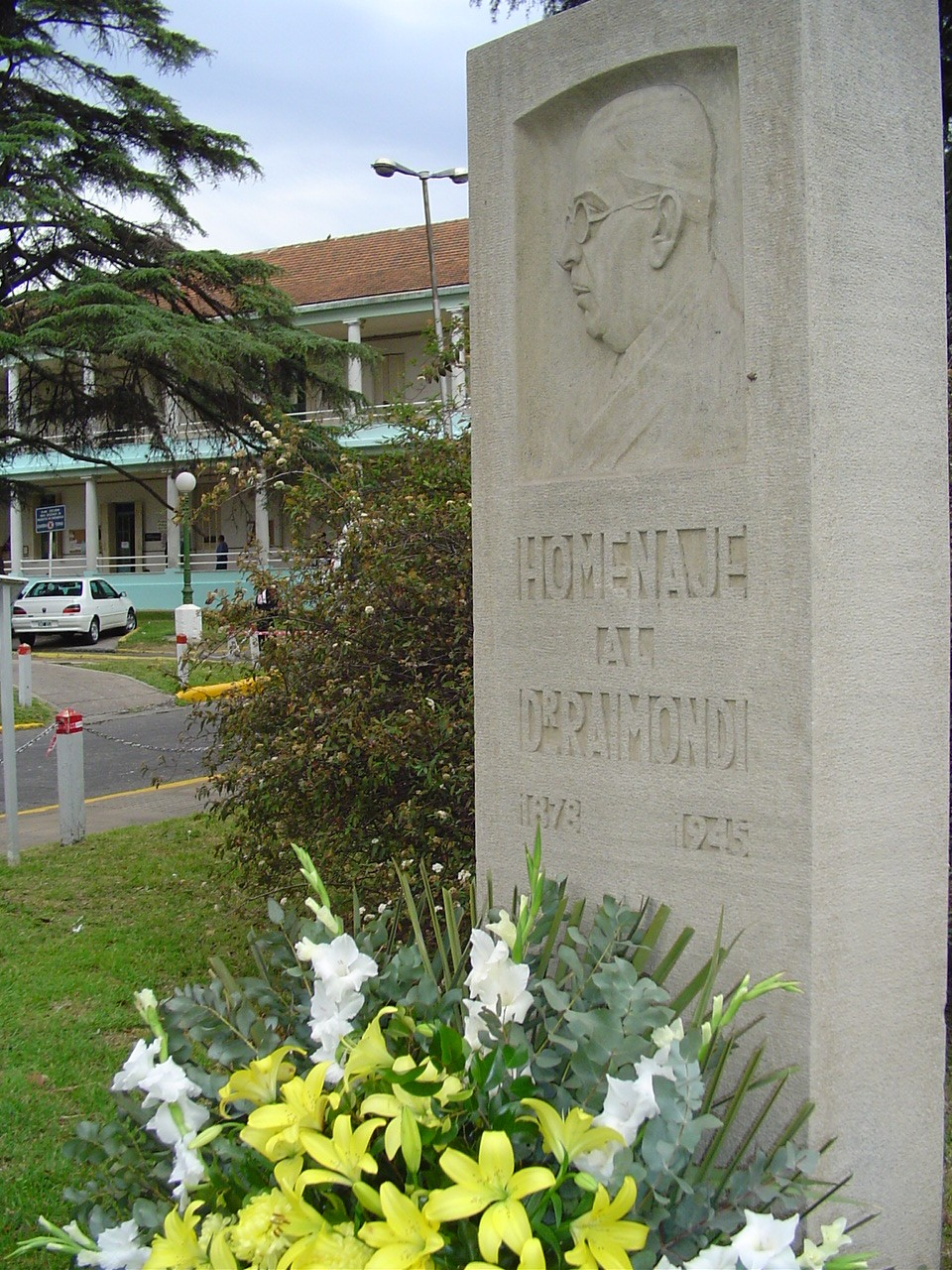
Busto del Dr. Alejandro Raimondi en el Hospital Tornú

Fue presidente de la Comisión Nacional de Tuberculosis, creador y primer presidente de la Sociedad Argentina de Tisiología, uno de los fundadores de la Academia Nacional de Ciencias de Buenos Aires en 1935, miembro titular de la Academia Nacional de Medicina (sitial número 34), vicepresidente de la Asociación Médica Argentina, presidente del primer congreso de Asistencia Pública, miembro titular de la Unión Internacional contra la Tuberculosis y Caballero (Chevalier) de la Legión de Honor de Francia (1937).
Actualmente, en la Villa Díaz Vélez de la ciudad de Necochea, funciona el Hogar de Ancianos "Dr. Alejandro Raimondi", dependiente de la Ciudad Autónoma de Buenos Aires, cuyo origen se remonta a la "Colonia para niños débiles" creada en el año 1923, en un predio de aproximadamente tres hectáreas que fue donado por don Carlos Díaz Vélez a fin de concretar su ideal de progreso sanitario, asistencial, educativo y recreativo de estos infantes.       